# Luciano Borzone
 (juillet 2025).
Luciano Borzone, parfois appelé Luciano Borzoni, né en 1590 à Gênes en Ligurie et mort le 12 juillet 1645 dans cette même ville, est un graveur et un peintre italien baroque de l'école génoise au XVIIe siècle, actif principalement dans sa ville natale de Gênes.

## Biographie
Luciano Borzone est un peintre italien de la période baroque (bien que sa peinture s'apparente plus au style antique). Il était portraitiste.
Après son apprentissage auprès de son oncle Filippo Bertolotto (it), il a été envoyé comme élève par le duc de Massa Alberigo auprès de Cesare Corte (it).
Il a laissé des paysages dans le goût de Salvator Rosa. Ils ont pour caractère la noirceur, la sécheresse et la dureté. Ses tableaux d'histoire, quoique mesquinement dessinés, sont remarquables par la force du coloris.
Il a gravé des plaques à partir de ses propres compositions : Portrait de Giustiniani, Saint Pierre délivré de prison, Prométhée dévoré par le vautour, Enfants qui jouent, et une série de sujets pieux.
Il est mort à la suite d'une chute de l'échafaudage lors de la peinture d'un tableau du plafond de la Basilica della Santissima Annunziata del Vastato.
Ses trois fils, Giovanni et Carlo (les deux sont morts de la peste en 1657), et Francesco Maria (1625-1679) étaient également peintres.
Parmi ses disciples on note Giovanni Battista Mainero, Giovanni Battista Monti, Gioacchino Assereto, et Silvestro Chiesa.

## Œuvres
- Présentation au Temple, église San Domenico, Gênes.
- Baptême du Christ, église Santo Spirito, Gênes.
- Portrait de Giustiniani,
- Saint Pierre délivré de prison,
- Prométhée dévoré par le vautour,
- Soldat agenouillé devant un vieillard,
- Salomé avec la tête de saint Jean-Baptiste.
- Dispute entre petits mendiants,
- Sainte Famille, Musée des Beaux-Arts, Marseille.
- Vierge à l’Enfant et saint Antoine, Musée des Beaux-Arts, Marseille.
- Reniement de saint Pierre, collection privée, Gênes.
- Saint Jérôme dans le désert,
- Adoration des bergers,
- Bourreau s'apprêtant à décapiter saint Jean-Baptiste, dessin, département des Arts graphiques du musée du Louvre, Paris.